# Tsukuba

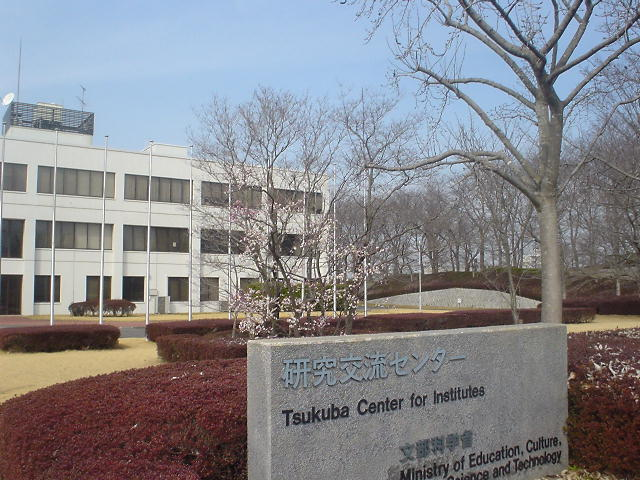
Centre des instituts de Tsukuba.

Tsukuba (つくば市, Tsukuba-shi) est une ville située dans la préfecture d'Ibaraki, au Japon.

## Géographie

### Situation
Tsukuba est située à environ 50 km au nord-est de Tokyo, capitale du Japon, et à 40 km au nord de l'aéroport international de Narita (préfecture de Chiba).

### Municipalités limitrophes
| Shimotsuma, Chikusei | Sakuragawa | Ishioka   |
| Jōsō                 | Tsukuba    | Tsuchiura |
| Tsukubamirai         | Ryūgasaki  | Ushiku    |

### Démographie
Au 1er juin 2023, la population de Tsukuba s'élevait à 253 739 habitants répartis sur une superficie de 283,72 km2.

### Climat
Tsukuba a un climat continental humide caractérisé par des étés chauds et des hivers frais avec de légères chutes de neige. La température moyenne annuelle est de 14,3 °C. La pluviométrie annuelle moyenne est de 1 326,0 mm, septembre étant le mois le plus humide.

### Toponymie
Le mont Tsukuba, dont la ville tire son nom, est situé dans la partie nord de la ville.

## Histoire
Le mont Tsukuba est un lieu de pèlerinage depuis au moins l'époque de Heian. Pendant l'époque d'Edo, certaines parties de l'actuelle ville de Tsukuba étaient administrées par une branche cadette du clan Hosokawa du domaine de Yatabe. Avec la création du système de municipalités modernes à la suite de la restauration de Meiji, le bourg moderne de Yatabe est créé le 1er avril 1889.
La construction du centre-ville, de l'université de Tsukuba et de 46 laboratoires publics de recherche scientifique a commencé dans les années 1970. Le centre de recherche et d'éducation Tsukuba Science City est devenu opérationnel dans les années 1980.
Le 30 novembre 1987, Yatabe a fusionné avec les bourgs voisins de Ōho et Toyosato et le village de Sakura pour former la nouvelle ville de Tsukuba. Le bourg voisin de Tsukuba est intégré le 1er janvier 1988, suivi par le bourg de Kukizaki le 1er novembre 2002.
Le 1er avril 2007, Tsukuba a été désignée ville spéciale avec une autonomie accrue.

## Éducation
Tsukuba est une ville universitaire, tournée vers la recherche dans le domaine des nouvelles technologies, particulièrement celles qui concernent l'informatique, les télécommunications et la robotique. La ville nouvelle de Tsukuba, dénommée City of Science and Nature (« cité de la science et de la nature »), a été construite au début des années 1960. Le site a accueilli l'Exposition internationale de 1985. Plus de soixante instituts de recherche et universités sont répartis sur le site qui se présente comme un vaste campus bordé au nord-est par le massif du mont Tsukuba. Les gratte-ciels y sont inconnus, les seuls trois ou quatre immeubles élevés n'ayant pas plus de vingt étages.
Quelques institutions destinées à la recherche et installées sur le territoire de Tsukuba :
- Aerological Observatory ;
- Institut national des sciences et technologies industrielles avancées (AIST) ;
- Tsukuba Space Center, Japan Aerospace Exploration Agency (JAXA) ;
- Agence météorologique du Japon (JMA) ;
- High Energy Accelerator Research Organisation (KEK) ;
- Meteorological Research Institute (MRI) ;
- National Agriculture and Food Research Organization (NARO) ;
- Research Center for Medicinal Plant Resources, National Institute of Biomedical Innovation (NIBIO) ;
- National Research Institute for Earth Science and Disaster Prevention (NIED) ;
- National Institute for Environmental Studies (NIES) ;
- National Institute for Land and Infrastructure Management (NILIM) ;
- National Institute for Material Science (NIMS) ;
- National University Corporation Tsukuba University of Technology (NTUT) ;
- Public Works Research Institute (PWRI) ;
- RIKEN Tsukuba Institute ;
- Tsukuba University.

## Transports
Depuis août 2005, une ligne ferroviaire privée Tsukuba Express permet une liaison en 45 minutes entre la gare de Tsukuba et la gare d'Akihabara à Tokyo.
Depuis l'aéroport international de Narita, une liaison est assurée en 2 h par bus.
Depuis l'aéroport international de Tokyo-Haneda, une liaison est assurée en 1 h 40 min par bus.

## Jumelages
La ville de Tsukuba est jumelée avec les municipalités étrangères suivantes :
- Grenoble (France)[5] ;
- Cambridge (États-Unis) ;
- Milpitas (États-Unis) ;
- Irvine (États-Unis).